# Miss Independent (Kelly Clarkson)
Miss Independent è un brano musicale della cantante statunitense Kelly Clarkson estratto come primo singolo (primo in Australia e Regno Unito) dal suo album di debutto, Thankful. Il brano è stato scritto dalla stessa Kelly Clarkson insieme a Rhett Lawrence, Christina Aguilera e Matt Morris. È stata la seconda top 10 della Clarkson di fila nella Billboard Hot 100.
Il brano ha fruttato una nomination per la miglior performance pop femminile ai Grammy Awards 2004, ma ha perso contro Beautiful della stessa Aguilera. Il 29 marzo 2005 il singolo è stato eletto disco di oro dalla RIAA e ha venduto oltre un milione di copie negli Stati Uniti.

## Il brano
Il pezzo è stato scritto da Christina Aguilera, Rhett Lawrence, e Matt Morris per il secondo disco dell'artista, Stripped. Poiché il disco è stato pubblicato prima che il brano venisse completato, la sua casa discografica ha deciso di concederlo a Kelly Clarkson che ha contribuito ai testi.

## Vendite
Miss Independent ha riscosso molta fortuna nelle classifiche Billboard, ed è riuscito ad imporsi alla numero nove nella Billboard Hot 100. In più il singolo è stato lanciato nel periodo in cui l'airplay della Billboard Hot 100 si accingeva ad adottare un numero maggiore di stazioni top-40, e altre stazioni R&B e ritmiche. È riuscito a svettare al secondo posto della prima classifica di musica digitale nel luglio 2003. Il brano è stato un bel colpo per le radio dai formati top-40, ed ha mantenuto il primo posto per sei settimane nella Top 40 Mainstream.

## Video
Il video musicale, diretto da Liz Friedlander, mostra Kelly scatenarsi fra gli invitati a un party a casa e cimentarsi in un karaoke con amici. Il video è apparso nel programma annuale di MuchMusic, Fromage. In questa classifica Miss Independent è finito secondo dietro solo a Me Against the Music di Britney Spears.

## Tracce
US single
1. "Miss Independent" (Album Version) - 3:32
2. "(You Make Me Feel Like A) Natural Woman" - 2:36
3. "Miss Independent" (MaUVe mix) - 7:55

US Promo CD
1. "Miss Independent" (Single Version) - 3:35
2. "Miss Independent" (Call Out Hook) - 0:10

US 12" Promo
1. "Miss Independent" (Junior's Kelly Rock Mix) - 9:04
2. "Miss Independent" (Hani's Extended Club Mix) - 9:08

European/Australian CD single
1. "Miss Independent" (Radio Edit) - 3:32
2. "Respect" - 2:15
3. "(You Make Me Feel Like A) Natural Woman" - 2:36

UK CD single
1. "Miss Independent" (Single Version) - 3:35
2. "(You Make Me Feel Like A) Natural Woman" - 2:36
3. "Miss Independent" (MaUVe mix) - 7:55
4. "Miss Independent" (music video) - 3:35

UK cassette single
1. "Miss Independent" (Album Version) - 3:35
2. "(You Make Me Feel Like A) Natural Woman" - 2:36
3. "Miss Independent" (MaUVe mix) - 7:55

UK 12" single
1. "Miss Independent" (MaUVe Full Vocal Mix) - 7:55
2. "Miss Independent" (Shanghai Surprise Mix) - 7:33
3. "Miss Independent" (MaUVe Dub) - 7:55
4. "Miss Independent" - 3:32

## Date di pubblicazione
| Regione     | Data             | Etichetta   | Formato    |
| ----------- | ---------------- | ----------- | ---------- |
| Stati Uniti | 10 aprile 2003   | RCA Records | Radio      |
| Australia   | 4 agosto 2003    | RCA         | CD singolo |
| Regno Unito | 25 agosto 2003   | RCA         | CD singolo |
| Germania    | 8 settembre 2003 | RCA         | CD singolo |

## Classifiche
| Classifica (2003) | Posizione raggiunta |
| ----------------- | ------------------- |
| Australia         | 3                   |
| Austria           | 39                  |
| Belgio (Fiandre)  | 59                  |
| Germania          | 52                  |
| Irlanda           | 11                  |
| Paesi Bassi       | 27                  |
| Regno Unito       | 6                   |
| Stati Uniti       | 9                   |
| Stati Uniti (Pop) | 1                   |
| Svezia            | 25                  |
| Svizzera          | 44                  |